# Longa Marcha 1D
Longa Marcha 1D (长征一号), ou Changzheng-1 (CZ-1D), foi o segundo membro da família de foguetes chineses Longa Marcha, era uma evolução do Longa Marcha 1.
O primeiro voo do modelo Longa Marcha 1D, ocorreu em Maio de 1995. Era um foguete de 3 estágios, sendo os dois primeiros movidos a combustível líquido e o terceiro, movido a combustível sólido. Ele efetuou apenas três voos até 3 de Janeiro de 2002 quando foi abandonado.
Esse modelo, era um pouco menor que seu antecessor, mas usava um segundo estágio mais moderno e eficiente. Seu objetivo primário, era efetuar testes de veículos de reentrada suborbital, e nunca chegou a efetuar um voo orbital.

## Características
As principais características do Longa Marcha 1, são:
- Estágios: 3
- Tamanho total: 28,22 m
  - 1o estágio: 17,84 m
  - 2o estágio: 5,35 m
  - 3o estágio: 3,95 m
- Diâmetro:
  - 1o estágio: 2,25 m
  - 2o estágio: 2,25 m
  - 3o estágio: 0,77 m
- Peso na decolagem: 79.400 kg
  - 1o estágio: 64.100 kg
    - Combustível: 600.000 kg

  - 2o estágio: 14.850 kg
    - Combustível: 12.200 kg

  - 3o estágio: 875 kg
    - Combustível: 725 kg
- Empuxo na decolagem: 1.101 kN
- Carga útil para LEO: 740 kg
- Apogeu: 300 km

## Histórico de lançamentos
| Voo | Data                  | Plataforma de lançamento        | Carga                            | Resultado | Notas                    |
| --- | --------------------- | ------------------------------- | -------------------------------- | --------- | ------------------------ |
| 4   | 1 de junho de 1995    | Centro de Lançamento de Taiyuan | Veículo de reentrada atmosférica | Êxito     | Voo de proba suborbital. |
| 5   | 1 de novembro de 1997 | Centro de Lançamento de Taiyuan | Veículo de reentrada atmosférica | Êxito     | Voo de teste suborbital. |
| 6   | 3 de janeiro de 2002  | Centro de Lançamento de Taiyuan | Veículo de reentrada atmosférica | Falha     | Voo de teste suborbital. |